# Víktor Riàbov
Víktor Riàbov   (10 de març de 1927) és un atleta soviètic, especialista en curses de velocitat, que va competir durant la dècada de 1950.
En el seu palmarès destaca una medalla de bronze en la cursa dels 4x100 metres del Campionat d'Europa d'atletisme de 1954. Formà equip amb Boris Tokarev, Levan Sanadze i Leonid Bartenev. i tres campionats nacionals soviètics, en els 100 metres el 1954 i en el 4x100 metres el 1953 i 1954.

## Millors marques
- 100 metres llisos. 10.4" (1954)
- 200 metres llisos. 21.4" (1954)[3][4]